# Khatia Buniatishvili
Khatia Buniatishvili (tiếng Gruzia: ხატია ბუნიათიშვილი, phát âm tiếng Gruzia: [xɑtʼiɑ buniɑtʰiʃvili]), là nghệ sĩ dương cầm người Pháp gốc Gruzia. Cô chuyên về biểu diễn nhạc cổ điển, thường thuộc thể loại hòa tấu với dàn nhạc giao hưởng. Khatia nổi tiếng là thần đồng dương cầm 6 tuổi ở Tbilixi (nơi cô sinh ra) và là nghệ sĩ biểu diễn thành công các nhạc phẩm cổ điển với nhiều dàn nhạc nổi tiếng thế giới trong các liên hoan âm nhạc và tại những buổi hòa nhạc của nhiều quốc gia.

## Tiểu sử
Khatia (Ca-tia) sinh ngày 21 tháng 6 năm 1987 tại Batumi thuộc Cộng hòa Xã hội chủ nghĩa Xô viết Gruzia, Liên bang Xô Viết. Khatia bắt đầu học dương cầm khi mới 3 tuổi, nhờ mẹ trực tiếp chỉ dạy. Năng khiếu đặc biệt và luyện tập chăm chỉ, say mê đã đưa Khatia đến buổi hòa nhạc đầu tiên với Dàn nhạc thính phòng Tbilisi khi mới lên 6 tuổi và xuất hiện trên trường quốc tế lúc mới tuổi 10. Ở Tbilisi, Khatia học tập với nghệ sĩ dương cầm Tengiz Amiredjibi, sau đó chuyển đến Viên học với nghệ sĩ dương cầm Oleg Maisenberg tại Đại học Âm nhạc và Nghệ thuật Biểu diễn Vienna. Chị gái của Khatia -  Gvantsa Buniatishvili - cũng là một nghệ sĩ dương cầm và hai chị em đã từng song tấu dương cầm nhiều lần.

## Sự nghiệp
- Sự nghiệp chủ yếu của Khatia Buniatishvili là biểu diễn dương cầm các nhạc phẩm cổ điển, gồm độc tấu dương cầm (solo), hoà tấu (concerto) với dàn nhạc giao hưởng trong nhiều cuộc trình diễn trên nhiều quốc gia và ghi âm với một số công ty. Cô đã ký hợp đồng với Sony Classical với tư cách là nghệ sĩ độc quyền vào năm 2010.[3] Album đầu tay năm 2011 của cô bao gồm Liszt’s Sonata in B minor, Liebestraum No 3 và Mephisto Waltz No 1.[4]
- Khatia Buniatishvili còn nổi tiếng là một người tham dự thường xuyên Lễ hội Verbier, đã biểu diễn bản Sonata in B của Liszt tại sự kiện năm 2011.
- Vào năm 2012, Buniatishvili đã cho phát hành album thứ hai, đó là album về Chopin,[5] trong đó có các tác phẩm piano độc tấu cũng như Bản hòa tấu piano số 2 của Chopin ở F thứ cùng với Dàn nhạc thính phòng  Paris và Paavo Järvi. Nhận định về cuộc biểu diễn này, The Guardian đã nói: "Đây là nhạc phẩm được chơi trực tiếp từ trái tim của một trong những nghệ sĩ piano trẻ hay nhất và có năng khiếu kỹ thuật hiện nay."[6]

## Đĩa đã phát hành
- 2011 - Franz Liszt,[7] solo piano album (Sony Classical)
- 2012 - Chopin,[8] with the Orchestre de Paris, conducted by Paavo Järvi (Sony Classical)
- 2014 - Motherland,[9] solo piano album (Sony Classical)
- 2016 - Kaleidoscope,[10] solo piano album (Sony Classical)
- 2016 - Liszt Beethoven, with the Israel Philharmonic Orchestra, conducted by Zubin Mehta (Sony Classical)
- 2017 - Rachmaninoff, with the Czech Philharmonic, conducted by Paavo Järvi (Sony Classical)
- 2019 - Schubert,[11] solo piano album (Sony Classical)
- 2020 - Labyrinth,[12] solo piano album (Sony Classical)